# Chris Vuklisevic
Chris Vuklisevic, née en 1992 à Antibes (Alpes maritimes), est une autrice française des littératures de l’imaginaire. Elle écrit également sous le nom d’Ada Vivalda.

## Biographie
Née à Antibes en 1992, Chris Vuklisevic passe son enfance et son adolescence sur la Côte d’Azur. Elle fréquente le lycée Masséna de Nice. Elle vit ensuite à Paris où elle suit des études en sciences du langage et en édition, puis en Irlande avant de s’installer en Bretagne en 2022. Avec d’autres autrices, elle crée et anime le podcast du Club où on discute d'écriture sans filtre.
Son premier roman, Derniers jours d’un monde oublié, un récit de fantasy post-apocalyptique, est publié en 2021 à la suite de son succès au concours des 20 ans de la collection Folio SF. Il reçoit le prix Elbakin.net 2021.
Le second, Du thé pour les fantômes, qui tient du conte fantastique et du réalisme magique, paru en mai 2023, reçoit le grand prix de l’Imaginaire 2024 en catégorie roman francophone puis le prix Imaginales du roman francophone quelques jours plus tard. Chris Vuklisevic est par ailleurs le « coup de cœur » du festival Les Imaginales 2024.
Son troisième roman, Porcelaine sous les ruines, une romantasy, est publié en janvier 2024 sous le nom d’Ana Vivalda.

## Œuvres

### Romans
- Derniers jours d’un monde oublié, Gallimard, 2021  (ISBN 978-2-07-293107-9)Réédition, Gallimard, coll. « Folio SF » no 660, 2021, 368 p. (ISBN 978-2-07-293107-9) ; réédition, Gallimard, coll. « Folio Fantasy » no 660, 2023, 368 p. (ISBN 978-2-07-302535-7)
- Du thé pour les fantômes, Denoël, 2023  (ISBN 978-2-207-16993-3)Réédition, Gallimard, coll. « Folio SF » no 759, 2025, 464 p. (ISBN 978-2-07-305364-0)
- Porcelaine sous les ruines, Olympe, 2024  (ISBN 978-2-07-305374-9)Sous le nom de Ada Vivalda.

### Nouvelles
- « Ce qui se tapit dans la tour », dans Par-delà l'horizon, ActuSF, 2021 (ISBN 978-2-37686-386-1), p. 457-487
- « Dreamer », dans Utopiales 2023, L'Atalante, 2023 (ISBN 979-10-360-0176-5), p. 13-34

### Poèmes
- « Memento mori », dans Memento mori : Anthologie des Imaginales 2024, Au diable vauvert, 2024 (ISBN 979-10-307-0678-9), p. 11-14

### Traductions
- Stacey McEwan, Glace : La Trilogie des glaces, vol. 1, Olympe, 2024, 362 p. (ISBN 978-2-07-302798-6)